# Obročasta galaksija
Obročasta galaksija je galaksija, ki po obliki spominja na obroč. Obroč sestavljajo masivne, relativno mlade in zelo svetle modre zvezde. Osrednji del vsebuje zelo malo svetle snovi. Astronomi verjamejo da obročaste galaksije nastanejo, ko manjša galaksija prečka središče večje galaksije. Ker galaksijo večinoma napolnjuje prazni prostor, zvezde pri trku dejansko redkokdaj trčijo. Zaradi gravitacijskih motenj, ki jih takšen pojav povzroči, pa lahko nastane val nastanka zvezd, ki se premika skozi večjo galaksijo.
Zgledi obročastih galaksij so na primer:
- Hoagovo telo (PGC 54559)
- NGC 1365
- NGC 1543
- NGC 2859
- NGC 6028
- NGC 7187
- NGC 7742
- AM 0644-741
- Vozno kolo (PGC 2248)